# Sulfasalazyna
Sulfasalazyna (salazosulfapirydyna) – wielofunkcyjny związek chemiczny z grupy sulfonamidów. Zawiera resztę mesalazyny (kwasu 5-aminosalicylowego) sprzężoną z resztą amidu kwasu sulfanilowego w postaci pochodnej azowej. Część amidową tworzy 2-aminopirydyna. Stosowana jest jako lek o działaniu przeciwzapalnym i przeciwreumatycznym. 

## Mechanizm działania
Wchłania się z przewodu pokarmowego, gdzie najpierw rozpada się na kwas 5-aminosalicylowy i sulfapiridynę. Jej mechanizm działania nie jest do końca poznany, ale wiąże się go z hamowaniem miejscowej jelitowej produkcji prostaglandyny PGE2, leukotrienów i zwiększeniu produkcji immunoglobuliny IgA i IgG.

## Wskazania
- wrzodziejące zapalenie jelita grubego (lek z wyboru)
- choroba Crohna
- reumatoidalne zapalenie stawów
- zesztywniające zapalenie stawów kręgosłupa
- łuszczycowe zapalenie stawów

## Przeciwwskazania i działania niepożądane
Przeciwwskazania
- nadwrażliwość i alergia na sulfonamidy lub salicylany
- wiek niemowlęcy

Działania niepożądane
- ze strony układu pokarmowego
  - mdłości i wymioty
  - bóle brzucha
  - brak apetytu

(działania te są minimalizowane przez stosowanie leku w postaci dojelitowej)
- - uszkodzenie wątroby
- ze strony układu krwionośnego
  - niedokrwistość makrocytarna z powodu niedoboru kwasu foliowego
  - leukopenia
  - trombocytopenia
  - agranulocytoza
- ze strony skóry
  - wysypki

## Dawkowanie

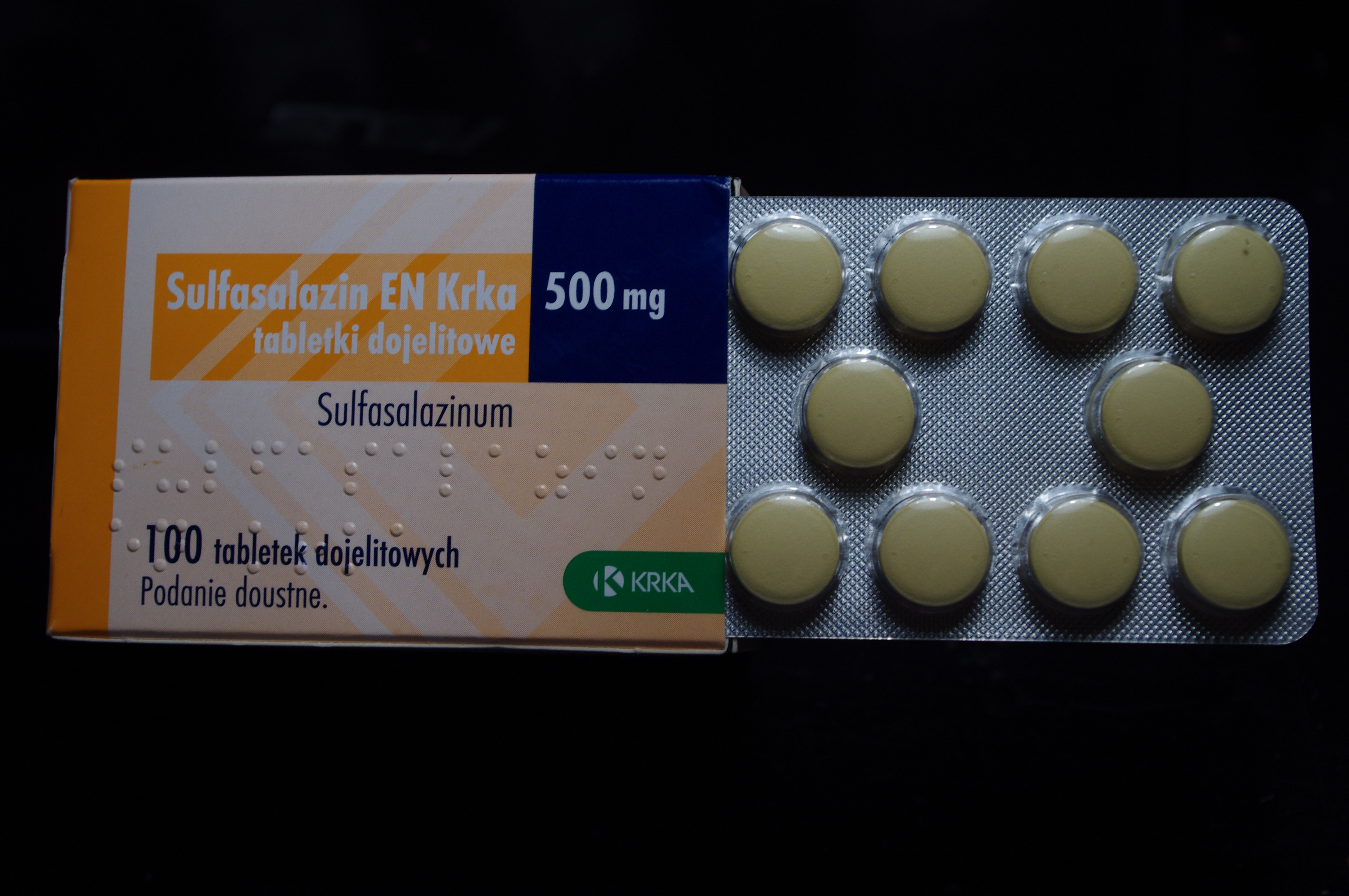
Preparat sulfasalazyny, Sulfasalazin EN Krka, Krka d.d.

Lek należy przyjmować według wskazań lekarza. We wrzodziejącym zapaleniu jelita grubego i chorobie Crohna stosuje się zwykle początkowo 4–6 g/dobę w podzielonych dawkach, stopniowo zmniejszając do 2 g/dobę. Typowa dawka w reumatoidalnym zapaleniu stawów to 1–3 g/dobę.

## Dostępne preparaty
Przykładowe preparaty to Salazopyrin i Sulfasalazin.